# 特別高度救助隊
特別高度救助隊（とくべつこうどきゅうじょたい）とは、高度な救出救助能力と機材を有する消防の救助専門部隊のことを示す。
特別高度救助隊は、全国の政令指定都市を管轄する消防局と特別区が連合する消防(東京消防庁が該当)に設置が義務付けられている。高度救助隊は、全国各地の中核市等を管轄する消防本部に設置が義務付けられている。また、いずれ部隊も設置基準を満たしていない自治体でも自主設置可能とされている。
いずれの部隊にも「スーパーレスキュー○○」や、「ハイパーレスキュー○○」など通称・愛称が付けられていることが多い。

## 概要

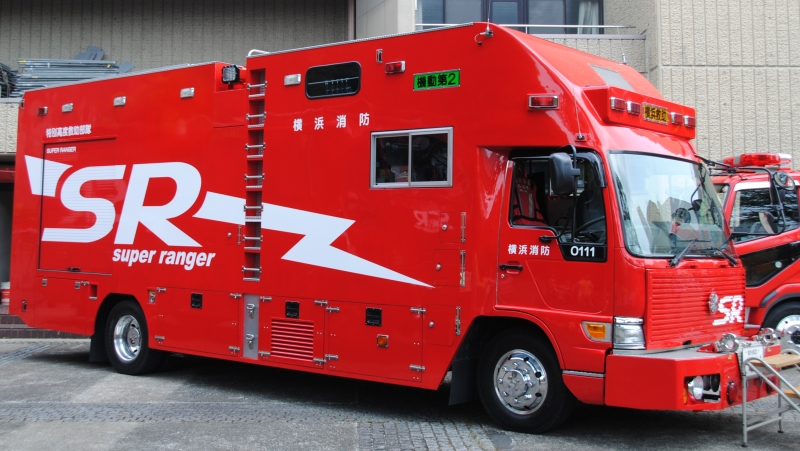
特別高度救助部隊
スーパーレンジャー（SR）
横浜市消防局

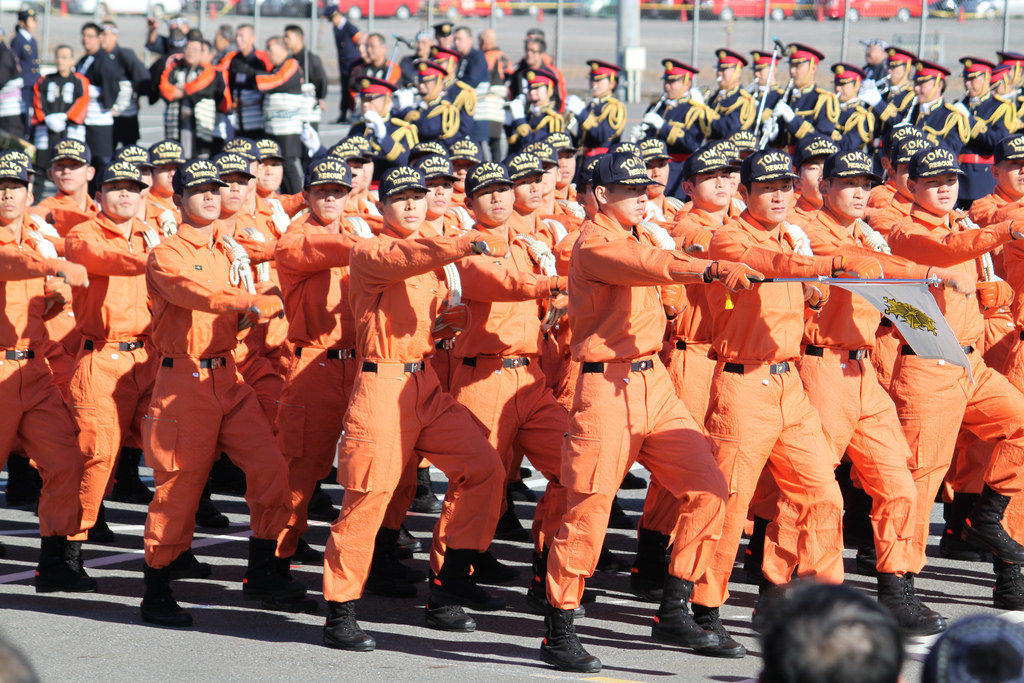
東京消防庁の消防救助機動部隊

消防庁は、新潟県中越地震やJR福知山線脱線事故等の教訓や、新潟県中越地震での東京消防庁の消防救助機動部隊（ハイパーレスキュー）の活躍（長岡市の土砂崩れ現場からの男児救出）から、2006年4月1日に「救助隊の編成、装備及び配置の基準を定める省令（昭和61年自治省令第22号）」の一部改正を行い、第6条の規定により「特別高度救助隊」を特別区が連合する消防(東京都)及び政令指定都市に、第5条の規定により「高度救助隊」を中核市と消防庁長官が指定するそれと同等規模もしくは中核市を有しない県の代表都市を管轄する消防本部等に整備をするよう定めた。さらに消防庁は消防大学校に特別高度救助隊・高度救助隊の養成講座を創設した。
これに伴い多くの本部は特別救助隊のうち1隊以上を特別高度救助隊又は高度救助隊へ昇格させる形で配備された。また、新たに中核市から政令指定都市へと移行する都市でも高度救助隊から特別高度救助隊へ昇格させる形で配備された。
なお、改正された第6条の規定では、「高度救助隊の数のうち、特別区が連合して維持する消防及び指定都市にあつては1以上の高度救助隊を特別高度救助隊とする。」とされている。
そのために政令指定都市の中で札幌市消防局・相模原市消防局・浜松市消防局・堺市消防局・静岡市消防局・京都市消防局・神戸市消防局・福岡市消防局では高度救助隊と特別高度救助隊の両方を配備している。
現在では特別高度救助隊は選抜された高度救助隊在籍者から知識、体力、技能が優秀で各種資格と免許を持つ者から、選抜するパターンと、消防本部内の経験豊富なベテラン救助隊員の中から知識、体力、技能が優秀で各種資格と免許を持つ者を選抜するパターンとなっている。どちらのパターンでも選抜試験合格後に必ず、消防大学校で特別高度救助コースなどの専門教育を受けてから隊に配置される。
近年は南海トラフ巨大地震や首都直下地震などの発生が危惧されている事から、設置基準でない消防本部でも自主的に高度救助隊を編成する本部も増えている。2019年につくば市消防本部が、2020年に川口市消防局、2025年に宇都宮市消防局が政令指定都市以外で特別高度救助隊を設置した。
高度救助隊は主に大規模震災に対応するための部隊で、通常の救助資機材の他に高度救助資機材を積載しており、CBRNE災害にも対応出来るようになっているが、特別高度救助隊と高度救助隊は省令により所有する装備品の種類と運用する車両が異なっている。いずれの隊も、隊内に複数の救急救命士を配置していることが多く、救急救命処置を施しながら社会復帰を考慮した救助活動を行うことが可能である。
2008年に横浜市消防局の特別高度救助部隊スーパーレンジャー（SR）がTBS系列ドラマ「RESCUE〜特別高度救助隊」で取り上げられ特別高度救助隊の存在が一般に知られるようになった。
緊急消防援助隊の救助部隊や国際消防救助隊登録隊員も特別高度救助隊・高度救助隊が中心となる。実際に2014年の広島土砂災害や御嶽山噴火災害では高度救助隊を中心とする人選の緊急消防援助隊が派遣された。
また、同部隊は大規模災害のみに出動するわけではなく通常は他の救助隊と同様に一般災害にも出動する。さらに特別高度救助隊や高度救助隊に化学救助隊や水難救助隊、航空救助隊などの指定部隊とする消防や各部隊ごとに特定任務がある消防も存在する。
なお、鈴鹿市消防本部では常時体制ではないが高度救助隊と同等の救助技術を有する高度救急救助隊（Hyper Ambulance Rescue Team＝通称HART）を設置している。
大阪市消防局も特別高度救助隊を創設する前は特別救助隊(AR・BR・CR)が災害規模に応じて特殊災害機動部隊（スーパーレスキュー）を編成し特別高度救助隊としていた。現在は正式に本部特別高度救助隊(ASR)を設置しているが、BRが高度救助資機材を有するために単独で高度救助隊としての活動も可能である。

### 消防救助隊の設置基準
現在、日本の消防救助隊は次の四段階構成になっており、その中で特別高度救助隊が最上位に位置する。なお、いずれの部隊も配置の基準を満たしていない自治体でも自主設置可能とされている。
| 区分           | 救助資機材の基準 | 車両の基準                                                      | 配置の基準                                                                                             | 隊員の構成                                                                        |
| -------------- | --- | --------------------------------------------------------------- | --- | --------------------------------------------------------------------------------- |
| 特別高度救助隊 | 高度救助資機材と地域の実情に応じてウォーターカッターと大型ブロアー                                                     | III型救助工作車と特殊災害対応車1台                              | 政令指定都市および特別区の連合する消防(東京都)                                                         | 人命救助の専門教育を受けかつ高度な教育を受けた隊員5名以上                         |
| 高度救助隊     | 高度救助資機材（電磁波探査装置、二酸化炭素探査装置、水中探査装置など一部の高度救助資機材は、地域の実情に応じて備える） | III型救助工作車1台                                              | 中核市もしくは消防庁長官が指定するそれと同等規模もしくは中核市を有しない県の代表都市を管轄する消防本部 | 人命救助の専門教育を受けかつ高度な教育を受けた隊員5名以上                         |
| 特別救助隊     | 救助隊よりプラスアルファの資機材                                                                                       | Ⅱ型救助工作車1台                                                | 人口が10万人以上の地域                                                                                 | 人命救助の専門教育を受けた隊員5名以上                                             |
| 救助隊         | 救助活動に必要最低限の資機材                                                                                           | Ⅱ型救助工作車又はⅠ型救助工作車又は救助資機材を積載できる車両1台 | 人口が10万人未満の地域                                                                                 | 人命救助の専門教育を受けた隊員5名以上で編成するように努める。いわゆる兼任救助隊。 |

## 装備

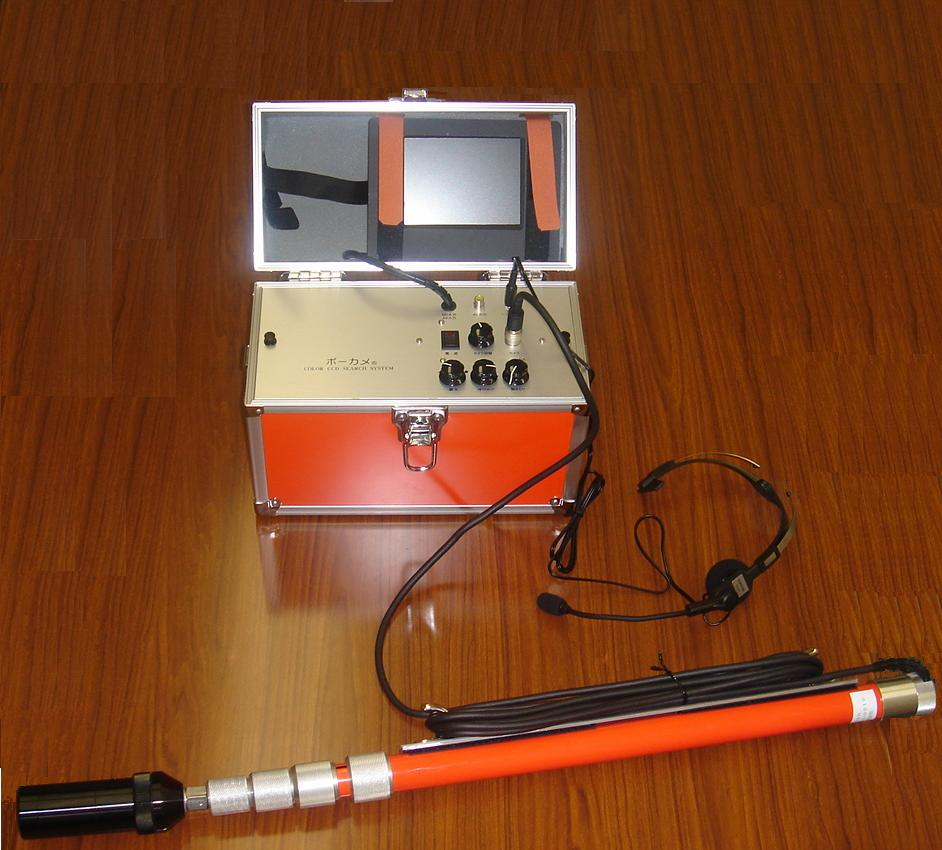
ボーカメ[NT-740SD

特別高度救助隊と高度救助隊は、救助隊の編成、装備及び配置の基準を定める省令により、下記の高度救助資機材の装備が定められている。
- 二酸化炭素探査装置

生存者が出す呼気の二酸化炭素と尿のアンモニアを検知することが出来る。先端にはファイバースコープが付いており瓦礫の中の状況をモニターで確認できる。
- 画像探索機（ビデオスコープ）

高感度ビデオカメラで瓦礫の中の内部状況をモニターで確認することができる。隊員1人で操作が可能。
- 画像探索機I型（ファイバースコープ）

チューブにビデオカメラが付いておりマイク、スピーカー、センサーなどを取り付けることができ遠隔操作が可能。チューブから生存者に空気を送ることやガスや温度測定などができるが瓦礫に挿入する隊員とモニターを確認する隊員が必要。
- 画像探索機II型（ボーカメ）

ボーカメと呼ばれ棒の先端に照明、ビデオカメラ、マイク、スピーカーが付いており瓦礫の隙間に差込み内部状況をモニターに写し出すことができる。隊員1人で操作が可能。
]
- 地中音響探知機

電子装置と振動センサーと音響センサーで瓦礫などの中の振動や音をキャッチする事ができ生存者の有無や位置を探す事ができる。また、マイクで生存者と対話することも可能。
- 熱画像直視装置

赤外線により対象物の温度を計測することができる。瓦礫の中などに取り残された生存者の体温で居場所を特定することが可能。火災現場で火や熱が残っている場所の特定にも使われる。
- 地震警報器

地震の初期微動を感知して警報を発する機械。救助活動を行う隊員の安全確保に使われる。
- 電磁波人命探査装置（シリウス、レスキューレーダー等）

電磁波で瓦礫などの中の生存者の心肺活動を検知して生存者の有無や位置を探査する。
- 水中探査装置

リモートコントロールで操作できカメラで水中の様子を映し出すことができる。
- 携帯用化学剤検知器(高度救助隊・特別高度救助隊)

CBRNE災害のC: 化学 (Chemical)災害で使用される携帯用化学剤検知器。化学剤テロの現場や化学工場事故現場で漏洩物簡易特定の為使用される。
- 化学剤検知器(特別高度救助隊)

CBRNE災害のC: 化学 (Chemical)災害で使用される化学剤検知器。化学剤テロの現場や化学工場事故現場で漏洩物高精度特定の為使用される。
- 携帯用生物剤検知器(高度救助隊・特別高度救助隊)

CBRNE災害のB: 生物 (Biological)災害で使用される携帯用生物剤検知器。病原体や生物兵器テロ、いわゆるバイオハザードの現場で生物剤簡易特定の為使用される。
- 生物剤検知器(特別高度救助隊)

CBRNE災害のB: 生物 (Biological)災害で使用される生物剤検知器。病原体や生物兵器テロ、いわゆるバイオハザードの現場で生物剤高精度特定の為使用される。
- 検知型遠隔探査装置(特別高度救助隊)

クローラー型ラジコン探査装置。人が近づけない危険な現場に接近し、探査することが可能。
これらの装備の内、二酸化炭素探査装置や電磁波人命探査装置、水中探査装置、携帯用化学剤検知器、携帯用生物剤検知器など一部の救助資機材は、高度救助隊の場合、地域の実情に応じて備えることと定めている。

## 車両
- 救助工作車III型

阪神・淡路大震災を教訓に設定された車両。高度救助資機材を積載し運用されている。

- 特殊災害対応車

CBRNE災害に対応する車両。搭載された分析装置により危険物質の特定を行う。また、車内の圧力を車外の大気圧よりも高くする陽圧機能を有し、危険物で汚染されたレッドゾーンに進入して状況確認や救助活動を行うことができる。
さいたま市消防局や神戸市消防局などでは、特別高度救助隊ではなくCBRNE災害対応部隊が運用している。
- ウォーターカッター車

ガソリン等、危険物が漏えいしたJR福知山線脱線事故の現場では従来のバーナーやエンジンカッターを使用した救助活動ができず、救助活動が難航したことを教訓に配備が決定した車両で、引火・爆発の危険性がない研磨剤を含んだ水を高圧で噴射し、鉄板やコンクリート等を切断することが出来る。水だけを噴射し、消火活動も行える。
2007年に総務省消防庁供与の形で東京消防庁、札幌市消防局、名古屋市消防局、大阪市消防局、福岡市消防局に配備されている。
- 大型ブロアー車

建物・トンネル内に充満した煙や可燃性ガスなどを車両後部大型ブロアーの風圧で排除することができる。噴霧放水しながらの消火・排煙活動も可能。
2005年に豊田市消防本部が独自購入した大型ブロアー車が高発泡などの機能を有する兼用車両として日本で初めて導入された。その後、JR福知山線脱線事故を教訓に、2007年に総務省消防庁供与の形で東京消防庁、札幌市消防局、名古屋市消防局、大阪市消防局、福岡市消防局に配備された。藤沢市消防局も独自購入した大型ブロアー車が空気ボンベ充填機能を有する兼用車両として2016年に高度救助隊へ配備された。
- 特別高度工作車

上記のウォーターカッター車と大型ブロアー車の機能を1台に統合した車両。2009年にさいたま市消防局、横浜市消防局、新潟市消防局、広島市消防局、仙台市消防局の5消防局に総務省消防庁からの供与の形で配備された。2010年には神戸市消防局、京都市消防局、堺市消防局、千葉市消防局、岡山市消防局、川崎市消防局、静岡市消防局、浜松市消防局、北九州市消防局にも供与の形で配備されている。さらに新たに政令指定都市となった相模原市消防局と熊本市消防局にも追加配備された。
これらの装備の内、ウォーターカッターと大型ブロアーは地域の実情に応じて備えることと定めているが、現在では総務省消防庁からの無償貸与により政令指定都市のすべてにウォーターカッター車と大型ブロアー車のセットまたは特別高度工作車と、瓦礫などを排除しながら同時に消火活動も行える油圧ミニショベルの配備が完了している。
さらに、東京消防庁消防救助機動部隊（ハイパーレスキュー）や横浜市消防局特別高度救助部隊（スーパーレンジャー）などでは瓦礫などの排除を行うため建設機械（重機）やクレーン車、けん引車（レッカー車）などを独自に配備している。

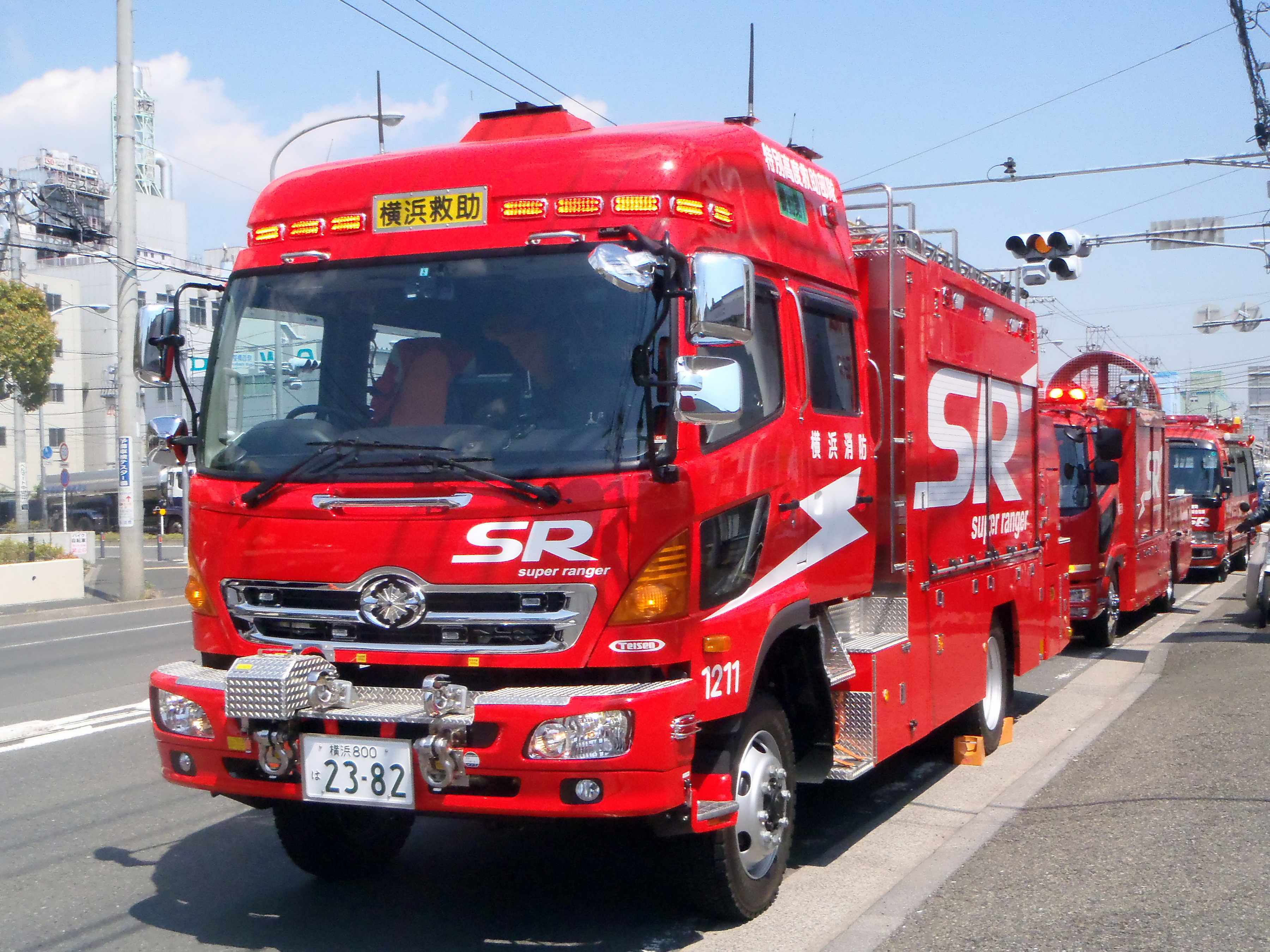
救助工作車III型 特別高度救助部隊 スーパーレンジャー 横浜市消防局
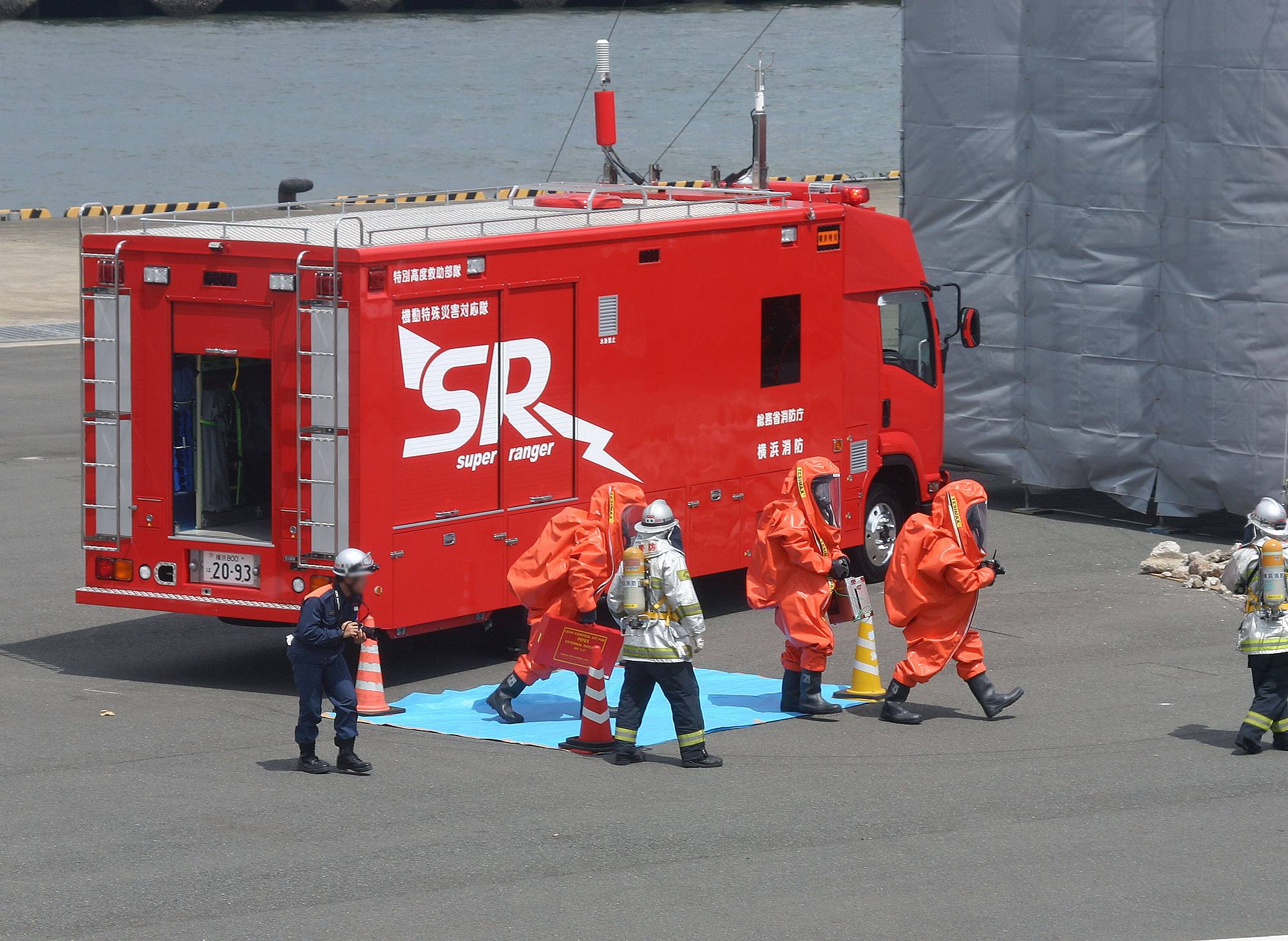
特殊災害対応車 特別高度救助部隊 スーパーレンジャー 横浜市消防局
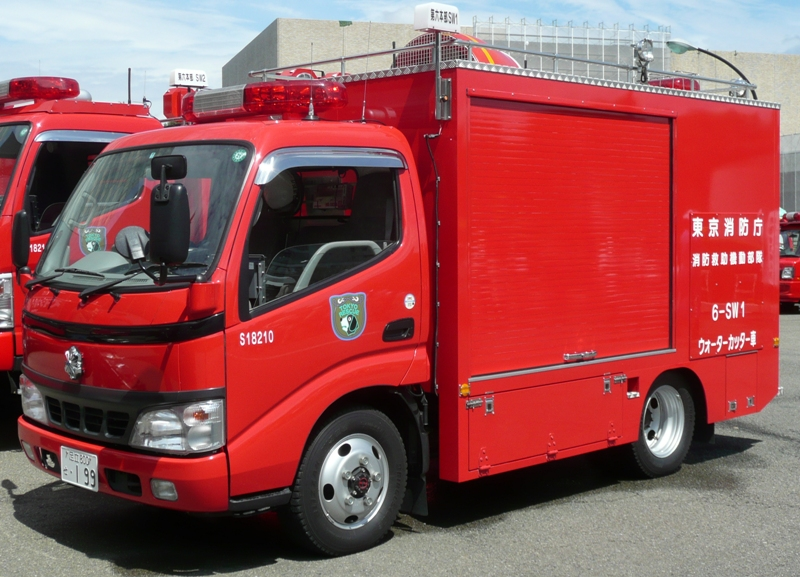
ウォーターカッター車 消防救助機動部隊 ハイパーレスキュー 東京消防庁
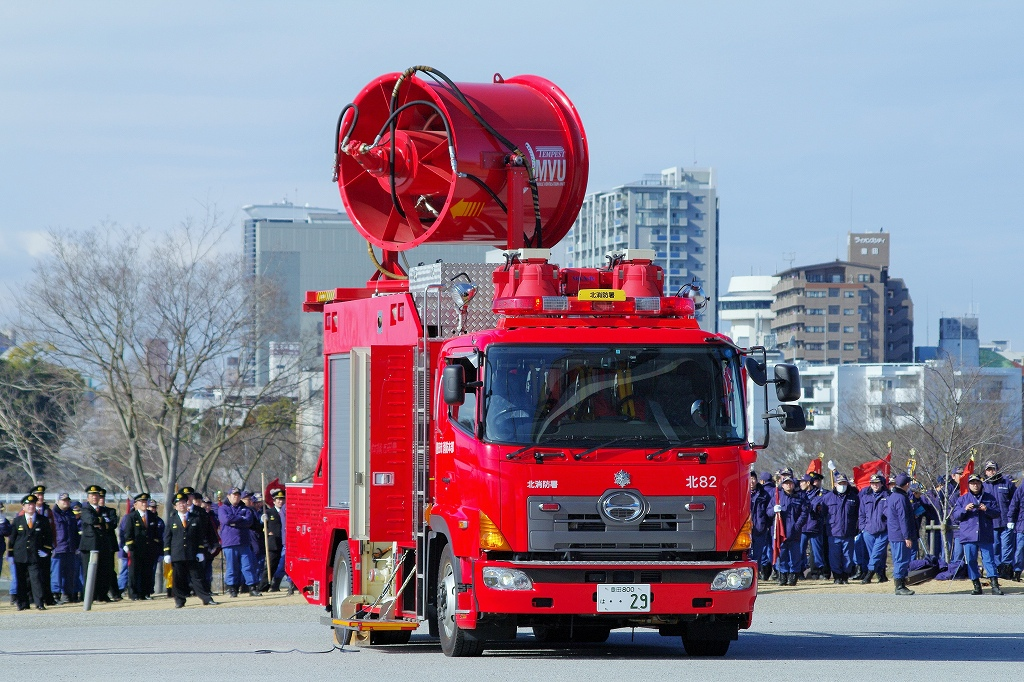
大型ブロアー車 （排煙電源車として 配備されている） 豊田市消防本部
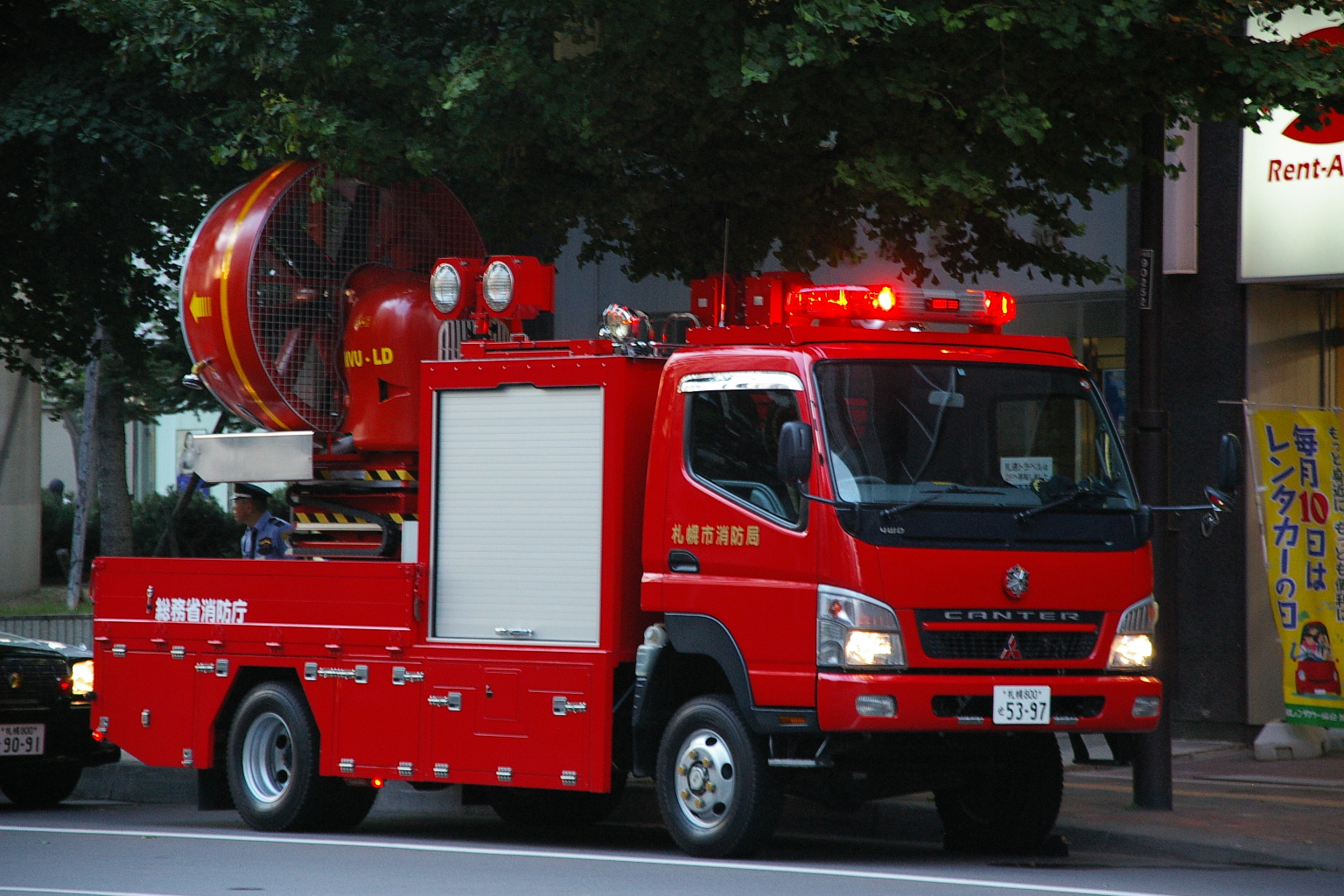
大型ブロアー車 特別高度救助隊 スーパーレスキューサッポロ（SRS） 札幌市消防局
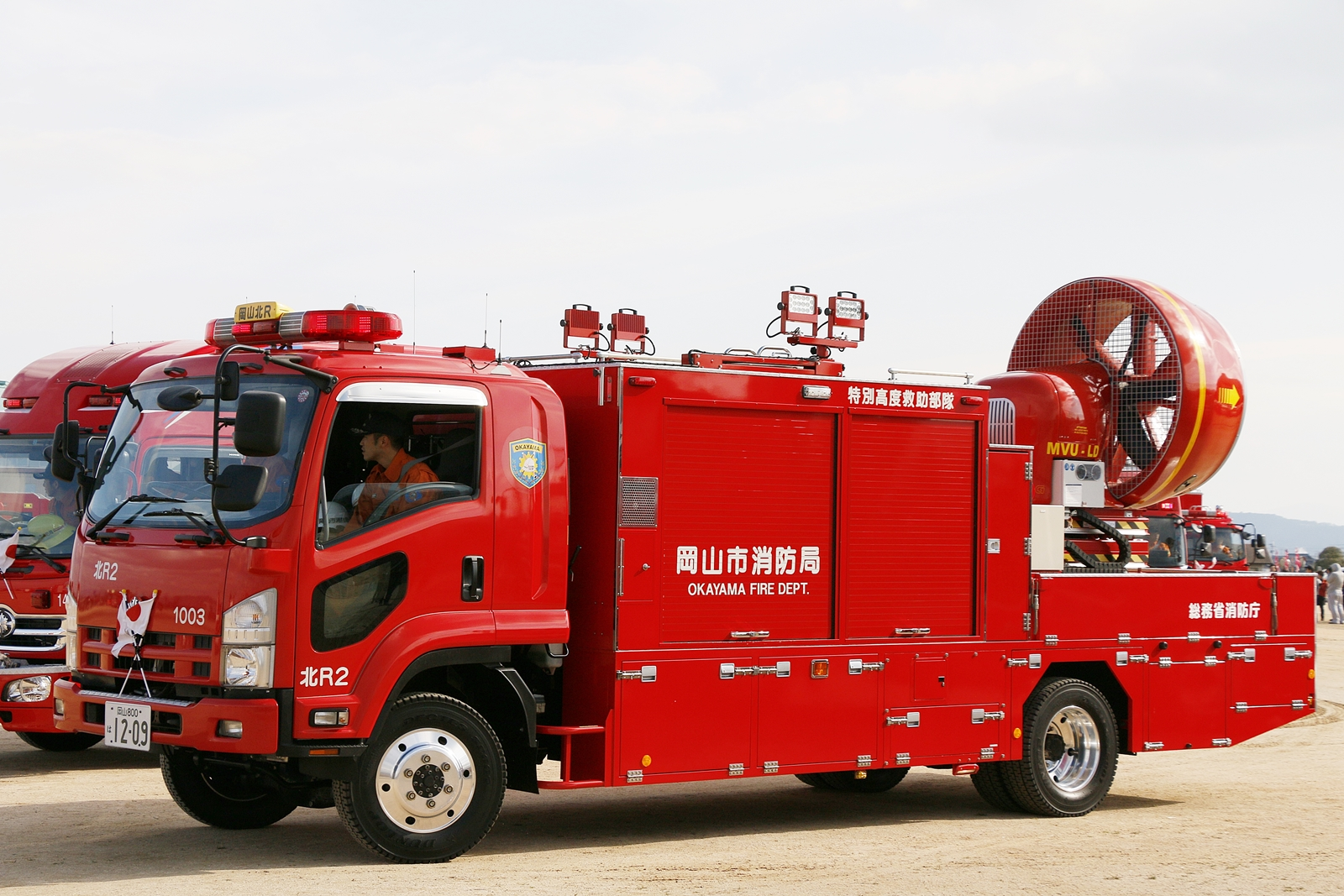
特別高度工作車 特別高度救助隊 ハイパーレスキュー おかやま 岡山市消防局
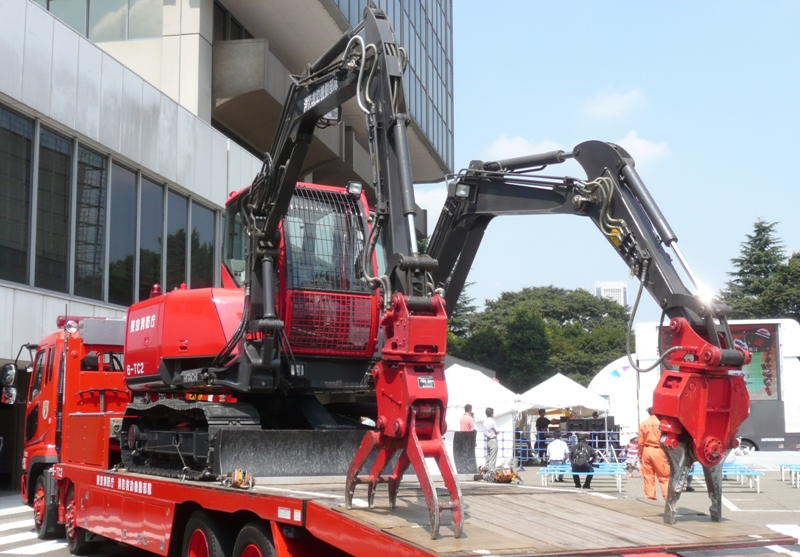
双腕油圧作業機 消防救助機動部隊 ハイパーレスキュー 東京消防庁
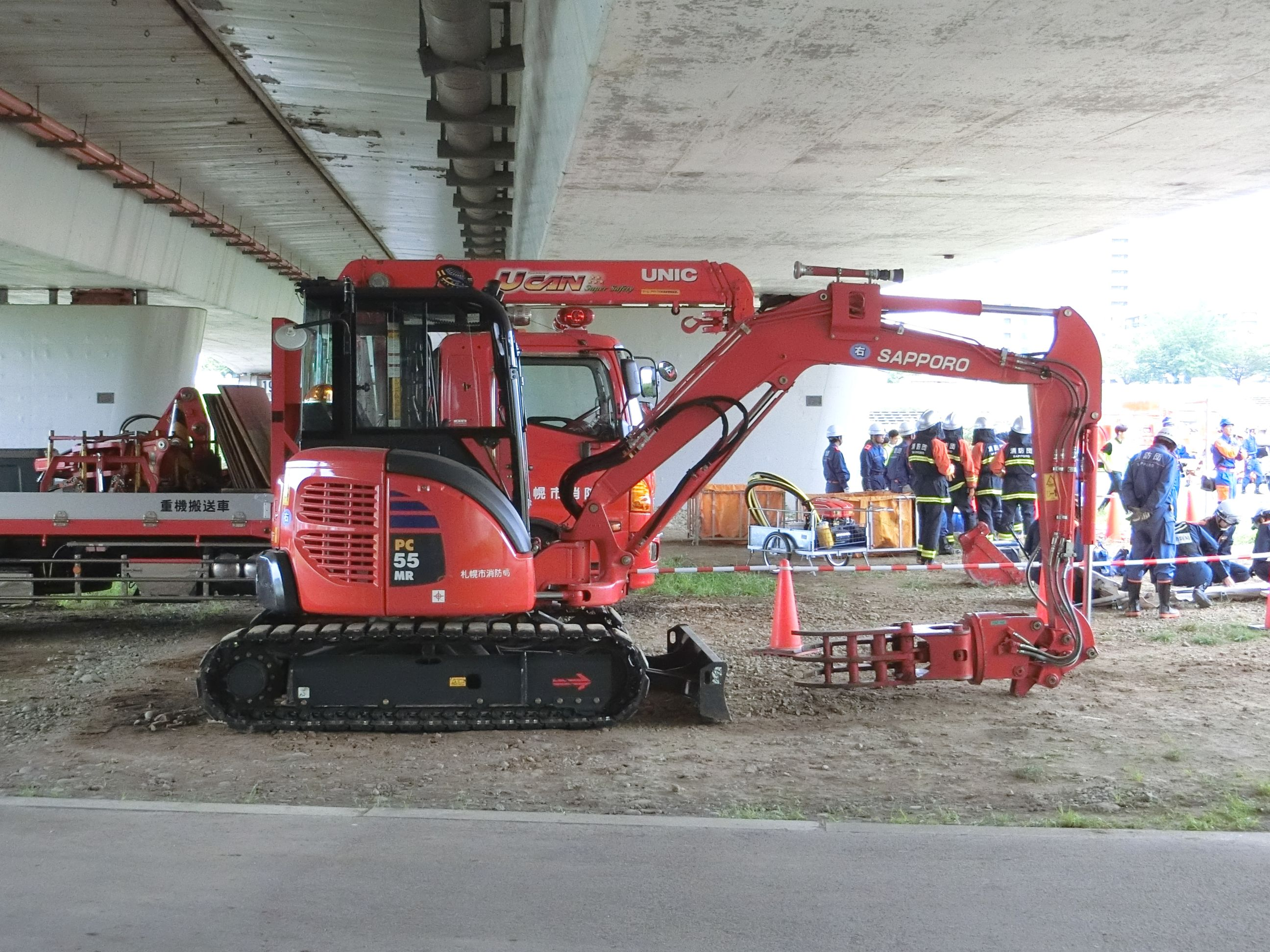
油圧ミニショベル （札幌市消防局では 特別消防隊が運用） 札幌市消防局
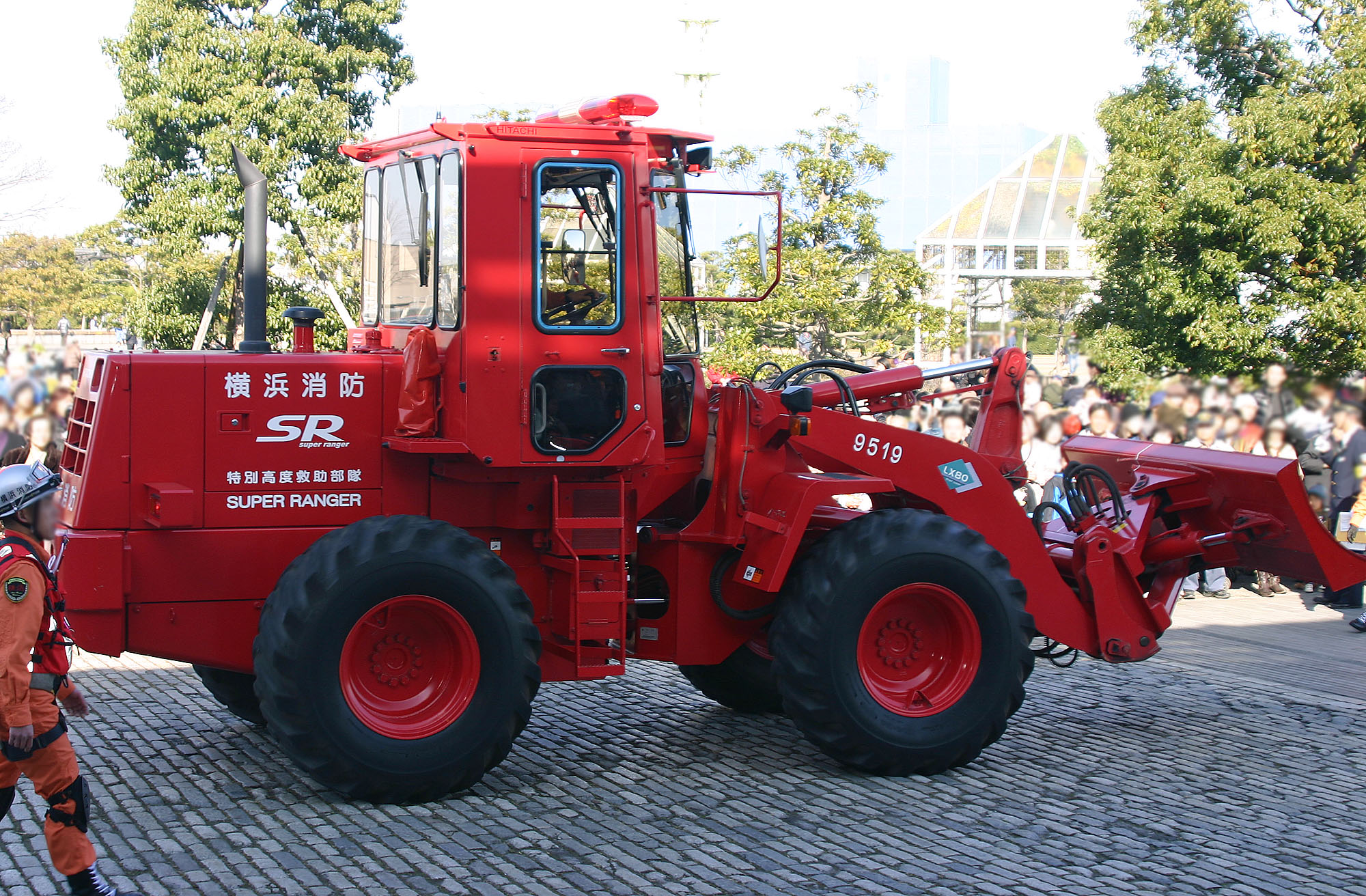
ホイールローダー 特別高度救助部隊 スーパーレンジャー 横浜市消防局
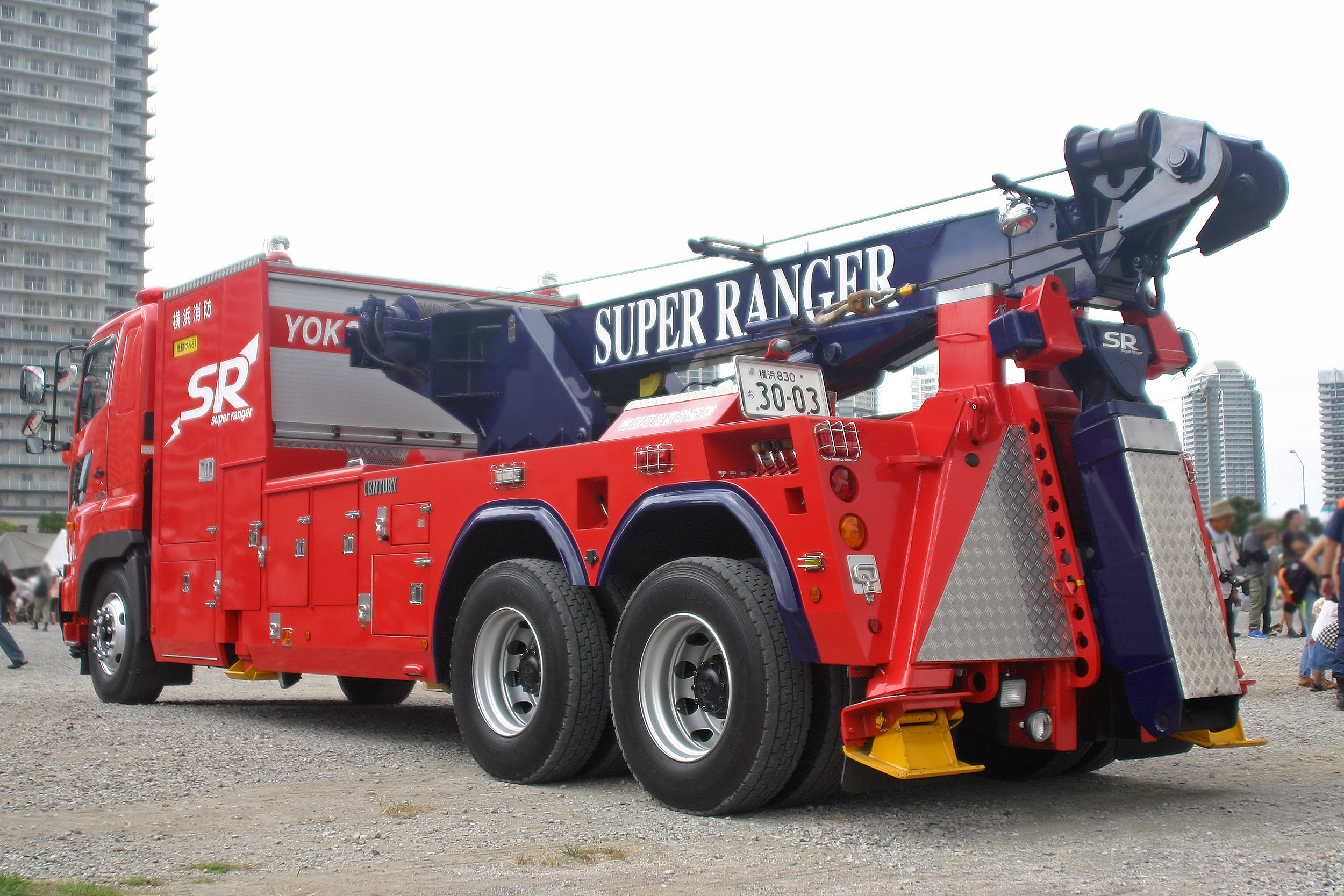
けん引車 特別高度救助部隊 スーパーレンジャー 横浜市消防局

- 特別高度工作車
特別高度救助隊
ハイパーレスキュー
おかやま
岡山市消防局
- 双腕油圧作業機
消防救助機動部隊
ハイパーレスキュー
東京消防庁
- 油圧ミニショベル
（札幌市消防局では
特別消防隊が運用）
札幌市消防局
- ホイールローダー
特別高度救助部隊
スーパーレンジャー
横浜市消防局
- けん引車
特別高度救助部隊
スーパーレンジャー
横浜市消防局

## 全国の特別高度救助隊
| ブロック     | 消防本部         | 部隊名             | 通称・愛称                                  | 配置署所 |
| ------------ | ---------------- | ------------------ | ------------------------------------------- | --- |
| 北海道・東北 | 札幌市消防局     | 特別高度救助隊     | スーパー・レスキュー・サッポロ（SRS）       | 中央消防署 |
| 北海道・東北 | 仙台市消防局     | 特別機動救助隊     | スーパーレスキュー仙台                      | 若林消防署六郷分署（震災・水難救助・コンビナート火災） 泉消防署八乙女分署（都市型・特殊災害） |
| 関東         | つくば市消防本部 | 特別高度救助隊     | ハイパーレスキューOWL                       | 中央消防署 |
| 関東         | 宇都宮市消防局   | 特別高度救助隊     | スーパーレスキューUTSUNOMIYA                | 中央消防署 |
| 関東         | 千葉市消防局     | 特別高度救助隊     | スーパーレスキューチバ（SRC）               | 緑消防署 |
| 関東         | さいたま市消防局 | 特別高度救助隊     | さいたまブレイブハート                      | 浦和消防署 大宮消防署 |
| 関東         | 川口市消防局     | 特別高度救助隊     | スーパーアドバンスド・レスキュー川口        | 北消防署（旧芝分署） |
| 関東         | 東京消防庁       | 消防救助機動部隊   | ハイパーレスキュー                          | 第二消防方面本部（2HR：震災・危険物火災） 第三消防方面本部（3HR：NBC災害・テロ） 第六消防方面本部（6HR：震災・大規模水害） 第八消防方面本部（8HR：震災・NBC災害） 第九消防方面本部（9HR：震災・土砂災害） 装備部航空隊（航空消防救助機動部隊(エアハイパーレスキュー)：航空救助） |
| 関東         | 川崎市消防局     | 特別高度救助隊     | スーパーレスキュー太助                      | 臨港消防署 宮前消防署 |
| 関東         | 横浜市消防局     | 特別高度救助部隊   | スーパーレンジャー(SR）                     | 特別高度救助部隊本隊：消防局本部庁舎 機動特殊災害対応隊（NBC部隊）：市民防災センター |
| 関東         | 相模原市消防局   | 特別高度救助隊     | スーパーレスキューはやぶさ                  | 相模原消防署 |
| 中部         | 新潟市消防局     | 特別高度救助隊     | SART(サート：Special Advanced Rescue Team） | 消防局（中央消防署併設） |
| 中部         | 静岡市消防局     | 特別高度救助隊     | 静岡・スーパーレスキュー（SSR）             | 駿河消防署 |
| 中部         | 浜松市消防局     | 特別高度救助隊     | 浜松ハイパーレスキュー（HHR）               | 中消防署鴨江出張所 |
| 中部         | 名古屋市消防局   | 特別消防救助隊     | ハイパーレスキューNAGOYA（特消）            | 第一方面隊（震災・水難救助） 第二方面隊（低所災害・地下災害） 第三方面隊（高所災害・航空隊連携） 第四方面隊（交通災害） 第五方面隊（NBC災害・石油コンビナート災害） |
| 近畿         | 京都市消防局     | 特別高度救助隊     | スーパーアドバンスドレスキューチーム        | 南消防署上鳥羽消防出張所(消防活動総合センター内） |
| 近畿         | 大阪市消防局     | 本部特別高度救助隊 | ASR（Advanced Super Rescue）                | 消防局（西消防署併設） |
| 近畿         | 堺市消防局       | 特別高度救助隊     | フェニックスレスキュー（Phoenix rescue）    | 消防局 |
| 近畿         | 神戸市消防局     | 特別高度救助隊     | スーパーイーグルこうべ（SEK）               | 中央消防署 |
| 中国・四国   | 岡山市消防局     | 特別高度救助隊     | ハイパーレスキューおかやま                  | 北消防署 |
| 中国・四国   | 広島市消防局     | 特別高度救助隊     | ハイパーレスキューひろしま                  | 中消防署 |
| 九州         | 北九州市消防局   | 特別高度救助隊     | ハイパーレスキュー・北九州                  | 特別高度救助隊：小倉北消防署 特別高度救助隊：八幡西消防署上津役分署 特別高度化学救助隊：小倉北消防署井堀分署 |
| 九州         | 福岡市消防局     | 機動救助隊         | ハイパーレスキューFUKUOKA                   | 中央消防署 |
| 九州         | 熊本市消防局     | 特別高度救助小隊   |                                             | 中央消防署 |

## 全国の高度救助隊
| ブロック     | 消防本部                             | 通称・愛称                                              | 配置署所                                  |
| ------------ | ------------------------------------ | ------------------------------------------------------- | ----------------------------------------- |
| 北海道・東北 | 札幌市消防局                         |                                                         | 豊平消防署 北消防署                       |
| 北海道・東北 | 旭川市消防本部                       | Advanced Rescue ASAHIKAWA                               | 南消防署                                  |
| 北海道・東北 | 函館市消防本部                       |                                                         | 消防本部                                  |
| 北海道・東北 | 青森地域広域事務組合消防本部         |                                                         | 中央消防署 東消防署                       |
| 北海道・東北 | 八戸地域広域市町村圏事務組合消防本部 | 八戸スーパーレスキュー（HSR）                           | 八戸消防署                                |
| 北海道・東北 | 弘前地区消防事務組合                 | HART（HIROSAKI ADVANCED RESCUE TEAM）                   | 弘前消防署                                |
| 北海道・東北 | 盛岡地区広域消防組合消防本部         | SUPER RESCUE MORIOKA                                    | 盛岡中央消防署 盛岡西消防署               |
| 北海道・東北 | 秋田市消防本部                       | ASRT（AKITA SUPER RESCUE TEAM）                         | 秋田消防署                                |
| 北海道・東北 | 山形市消防本部                       | Yamagata Super Rescue Team                              | 山形市東消防署 山形市西消防署             |
| 北海道・東北 | 石巻地区消防本部                     |                                                         | 石巻消防署                                |
| 北海道・東北 | 福島市消防本部                       | Fukushima Rescue                                        | 福島消防署                                |
| 北海道・東北 | 郡山地方広域消防組合消防本部         | Super Rescue KORIYAMA                                   | 郡山消防署                                |
| 北海道・東北 | いわき市消防本部                     | ISR（IWAKI Super Rescue）                               | 内郷消防署                                |
| 関東         | 水戸市消防局                         |                                                         | 北消防署                                  |
| 関東         | 日立市消防本部                       | RESCUE HITACHI                                          | 日立消防署                                |
| 関東         | 茨城西南地方消防本部                 | スーパーレスキュー茨城西南                              | 坂東消防署                                |
| 関東         | 稲敷地方広域市町村圏事務組合消防本部 | スーパーレスキュー稲敷                                  | 龍ケ崎消防署                              |
| 関東         | 常総地方広域市町村圏事務組合消防本部 | JOSO SUPER RESCUE（J.S.R）                              | 水海道消防署 守谷消防署                   |
| 関東         | 筑西広域市町村圏事務組合消防本部     | CHIKUSEI RESCUE                                         | 筑西消防署                                |
| 関東         | 鹿島地方事務組合消防本部             | SUPER RESCUE KASHIMA                                    | 神栖消防署                                |
| 関東         | 前橋市消防局                         | MAEBASHI Advanced Rescue                                | 中央消防署                                |
| 関東         | 高崎市等広域消防局                   | ART（アドバンス・レスキュー・チーム）                   | 中央消防署                                |
| 関東         | 太田市消防本部                       | スーパーレスキューOTA-隼-                               | 中央消防署                                |
| 関東         | 川越地区消防局                       |                                                         | 中央消防署                                |
| 関東         | 川口市消防局                         | アドバンスド・レスキュー川口                            | 南消防署                                  |
| 関東         | 埼玉西部消防局                       | SAITAMASEIBU ADVANCED RESCUE                            | 所沢中央消防署                            |
| 関東         | 埼玉県央広域消防本部                 |                                                         | 鴻巣消防署                                |
| 関東         | 越谷市消防局                         | Advanced Rescue KOSHIGAYA                               | 越谷市消防署                              |
| 関東         | 埼玉県南西部消防本部                 | Advanced Rescue                                         | 朝霞消防署                                |
| 関東         | 埼玉東部消防組合消防局               |                                                         | 久喜消防署                                |
| 関東         | 草加八潮消防局                       | SYR（Soka Yashio Rescue）                               | 八潮消防署                                |
| 関東         | 入間東部地区事務組合消防本部         | シルバーバック                                          | 西消防署                                  |
| 関東         | 熊谷市消防本部                       |                                                         | 熊谷消防署                                |
| 関東         | 春日部市消防本部                     |                                                         | 春日部消防署                              |
| 関東         | 深谷市消防本部                       |                                                         | 深谷消防署                                |
| 関東         | 上尾市消防本部                       |                                                         | 東消防署                                  |
| 関東         | 千葉市消防局                         | スーパーレスキューチバ（SRC）                           | 美浜消防署 中央消防署（臨港出張所）       |
| 関東         | 船橋市消防局                         |                                                         | 中央消防署 東消防署                       |
| 関東         | 松戸市消防局                         |                                                         | 中央消防署                                |
| 関東         | 柏市消防局                           | KART（Kashiwa Advanced Rescue Team）                    | 西部消防署                                |
| 関東         | 市原市消防局                         |                                                         | 五井消防署                                |
| 関東         | 市川市消防局                         | Advanced Rescue ICHIKAWA                                | 東消防署                                  |
| 関東         | 佐倉市八街市酒々井町消防組合消防本部 | SRS（SUPER RESCUE SAKURA）                              | 佐倉消防署                                |
| 関東         | 山武郡市広域行政組合消防本部         | SANBU BRAVE HAWKS                                       | 中央消防署                                |
| 関東         | 成田市消防本部                       | NARITA SUPER RESCUE                                     | 成田消防署                                |
| 関東         | 木更津市消防本部                     |                                                         | 木更津消防署                              |
| 関東         | 相模原市消防局                       |                                                         | 南消防署                                  |
| 関東         | 横須賀市消防局                       | SR（SUPERIOR RESCUE）                                   | 中央消防署                                |
| 関東         | 藤沢市消防局                         | SUPER RESCUE FUJISAWA                                   | 南消防署                                  |
| 関東         | 小田原市消防本部                     | ODAWARA RESCUE                                          | 小田原消防署                              |
| 関東         | 厚木市消防本部                       | SUPER RESCUE ATSUGI                                     | 厚木消防署                                |
| 中部         | 長野市消防局                         | ADVANCED RESCUE TEAM NAGANO                             | 中央消防署                                |
| 中部         | 松本広域消防局                       | Super Command Rescue Matsumoto                          | 渚消防署                                  |
| 中部         | 甲府地区広域行政事務組合消防本部     |                                                         | 南消防署                                  |
| 中部         | 富山市消防局                         |                                                         | 富山消防署                                |
| 中部         | 金沢市消防局                         | Super Rescue KANAZAWA                                   | 中央消防署                                |
| 中部         | 福井市消防局                         | FUKUI Super Rescue                                      | 南消防署                                  |
| 中部         | 岐阜市消防本部                       |                                                         | 岐阜中消防署                              |
| 中部         | 静岡市消防局                         |                                                         | 清水消防署                                |
| 中部         | 浜松市消防局                         | 浜松スーパーレスキュー（HSR）                           | 南消防署                                  |
| 中部         | 志太消防本部                         | Shida Advanced Rescue（SAR）                            | 藤枝消防署 焼津消防署                     |
| 中部         | 富士市消防本部                       |                                                         | 中央消防署                                |
| 中部         | 駿東伊豆消防本部                     |                                                         | 沼津北消防署                              |
| 中部         | 豊橋市消防本部                       | アドバンスド・レスキュー・トヨハシ                      | 中消防署                                  |
| 中部         | 豊田市消防本部                       | スーパーレスキュー豊田（SRT）                           | 中消防署                                  |
| 中部         | 岡崎市消防本部                       | 岡崎スーパーレスキュー（岡崎SR）                        | 中消防署                                  |
| 中部         | 一宮市消防本部                       | スーパーレスキュー一宮（SR一宮）                        | 一宮消防署                                |
| 中部         | 衣浦東部広域連合消防局               | スーパーレスキュー衣東                                  | 刈谷消防署 安城消防署                     |
| 中部         | 津市消防本部                         |                                                         | 久居消防署                                |
| 中部         | 四日市市消防本部                     | Advanced Rescue Team YOKKAICHI                          | 中消防署                                  |
| 近畿         | 大津市消防局                         | おおつスーパーレスキュー                                | 中消防署                                  |
| 近畿         | 湖南広域消防局                       | R-SAT（Rescue-Satisfy Achieve Team）                    | 中消防署                                  |
| 近畿         | 東近江行政組合消防本部               | スーパーレスキュー東近江                                | 消防本部                                  |
| 近畿         | 京都市消防局                         |                                                         | 北消防署紫明消防出張所                    |
| 近畿         | 堺市消防局                           |                                                         | 防災センター（以前は中消防署） 西消防署   |
| 近畿         | 豊中市消防局                         | HEART（HEAVY RESCUE TEAM）                              | 北消防署                                  |
| 近畿         | 高槻市消防本部                       | TAKATSUKI SUPER RESCUE TEAM                             | 中消防署                                  |
| 近畿         | 茨木市消防本部                       | スーパーレスキューシールド                              | 茨木市消防署西河原分署                    |
| 近畿         | 東大阪市消防局                       |                                                         | 消防局本部                                |
| 近畿         | 吹田市消防本部                       | アドバンスド・レスキュー・すいた（ARS）                 | 消防本部（中消防庁舎）                    |
| 近畿         | 八尾市消防本部                       | Super Rescue YAO                                        | 八尾消防署                                |
| 近畿         | 枚方寝屋川消防組合消防本部           | ADVANCED RESCUE TEAM枚方寝屋川                          | 枚方消防署                                |
| 近畿         | 大阪南消防組合大阪南消防局           |                                                         | 大阪南消防局本署                          |
| 近畿         | 泉州南消防組合消防本部               | SMART（Senshu Minami Advanced Rescue Team）             | 本部（泉佐野消防署）                      |
| 近畿         | 神戸市消防局                         | スーパーイーグルこうべ（SEK）                           | 垂水消防署                                |
| 近畿         | 姫路市消防局                         | 本部直轄救助隊                                          | 消防局本部                                |
| 近畿         | 尼崎市消防局                         | AMAGASAKI Super Rescue                                  | 市防災センター                            |
| 近畿         | 明石市消防局                         | ART135（Akashi Rescue Team135）                         | 明石消防署                                |
| 近畿         | 西宮市消防局                         | SENSR（Safety Escort Nishinomiya Super Rescue）         | 西宮消防署                                |
| 近畿         | 宝塚市消防本部                       | Brave Phoenix Rescue                                    | 西消防署                                  |
| 近畿         | 加古川市消防本部                     | スーパーレスキュー加古川                                | 中央消防署                                |
| 近畿         | 奈良市消防局                         |                                                         | 南消防署                                  |
| 近畿         | 奈良県広域消防組合消防本部           |                                                         | 橿原消防署                                |
| 近畿         | 和歌山市消防局                       |                                                         | 中消防署                                  |
| 中国・四国   | 倉敷市消防局                         | Advanced Rescue倉敷                                     | 倉敷消防署                                |
| 中国・四国   | 津山圏域消防組合消防本部             | Super Rescue Tsuyama                                    | 中央消防署                                |
| 中国・四国   | 福山地区消防組合消防局               | スーパーレスキュー福山                                  | 南消防署                                  |
| 中国・四国   | 呉市消防局                           | KURE SUPER RESCUE                                       | 西消防署                                  |
| 中国・四国   | 東広島市消防局                       | HEART（Higashihiroshima Emergency Advanced Rescue Team) | 東広島消防署                              |
| 中国・四国   | 鳥取県東部広域行政管理組合消防局     | スーパーレスキュー鳥取                                  | 鳥取消防署                                |
| 中国・四国   | 鳥取県西部広域行政管理組合消防局     | スーパーレスキュー皆生                                  | 米子消防署皆生出張所                      |
| 中国・四国   | 松江市消防本部                       | スーパーレスキュー松江                                  | 南消防署                                  |
| 中国・四国   | 出雲市消防本部                       | スーパーレスキュー出雲                                  | 出雲消防署                                |
| 中国・四国   | 下関市消防局                         | Super Rescue SHIMONOSEKI                                | 中央消防署                                |
| 中国・四国   | 高松市消防局                         | SuperArrow                                              | 北消防署                                  |
| 中国・四国   | 徳島市消防局                         |                                                         | 東消防署                                  |
| 中国・四国   | 高知市消防局                         |                                                         | 北消防署                                  |
| 中国・四国   | 松山市消防局                         | スーパーレスキュー松山                                  | 中央消防署                                |
| 九州         | 福岡市消防局                         | 堅粕特別救助隊 室見特別救助隊                           | 博多消防署堅粕出張所 早良消防署室見出張所 |
| 九州         | 久留米広域消防本部                   | KSR（Kurume Super Rescue）                              | 久留米消防署東出張所                      |
| 九州         | 佐賀広域消防局                       |                                                         | 佐賀消防署                                |
| 九州         | 大分市消防局                         | OSR（Oita Super Rescue）                                | 中央消防署                                |
| 九州         | 長崎市消防局                         |                                                         | 中央消防署                                |
| 九州         | 佐世保市消防局                       |                                                         | 中央消防署                                |
| 九州         | 宮崎市消防局                         | スーパーレスキュー宮崎                                  | 北消防署東分署                            |
| 九州         | 天草広域連合消防本部                 | SRA（Super Rescue Amakusa）                             | 中央消防署                                |
| 九州         | 鹿児島市消防局                       | スーパーレスキューかごしま                              | 中央消防署                                |
| 九州         | 那覇市消防局                         | スーパーレスキューナハ                                  | 西消防署                                  |